# Club Baloncesto Atapuerca
El Club Baloncesto Atapuerca és un club de bàsquet de la ciutat de Burgos (Castella i Lleó). Per motius de patrocini és anomenat Autocid Ford Burgos.
El club té els seus orígens en el Club Deportivo Maristas de Burgos, però no és fins al 2001 que s'independentitza obtinguent aquesta denominació competint en la lliga EBA. Després de tres anys a la lliga EBA, el CB Atapuerca rep una invitació de la FEB per a participar en la lliga LEB 2. Més endavant va obtenir l'ascens en la lliga LEB, en la qual aconseguiria mantenir la categoria.
En la temporada 2012-13, l'equip assolí una plaça d'ascens a la lliga ACB en acabar en primera posició la fase regular. Tot i aconseguir aquesta plaça d'ascens, el club no es va inscriure a l'edició 2013-2014 de la lliga ACB per motius econòmics.